# Zdravko Zupan
Zdravko Zupan (en serbio, Здравко Зупан, Zagreb, 7 de febrero de 1950 – Zemun, 9 de octubre de 2015) fue un creador de historias de cómics e historiador yugoslavo.
Aunque nació en Zagreb, vivió en Belgrado casi toda su vida. Es conocido por sus cómics sobre "Tom & Jerry", "Zuzuko", "Munja", "Mickey Mouse", "Goofy" y "Ellsworth". Zupan es considerado como el historiador más importante de los cómics serbios y yugoslavos.

### Cómics
- "Zuzuko", written by Z. Zupan et al, Yu strip, Munja, Bijela pčela etc, Serbia y Croacia, 1973[4]-
- "Tom & Jerry", escrito por Lazar Odanović and Z. Zupan, VPA, Croatia, 1983-1988.
- "Mickey Mouse", escrito por François Corteggiani, Le Journal de Mickey, France, 1990-1994.
- "Goofy", written by F. Corteggiani, Le Journal de Mickey, France, 1990-1994.
- "Ellsworth", written by F. Corteggiani, Le Journal de Mickey, France, 1990-1994.
- "Miki i Baš-Čelik", escrito por Nikola Maslovara, Mikijev zabavnik, Serbia, 1999.
- "Munja", written by Z. Zupan, Vasa Pavković y Zoran Stefanović, Munja, Munja Strip y Bijela pčela, Serbia y Croacia, 2001-

### Historia de còmics
- Istorija jugoslovenskog stripa I, Slavko Draginčić y Zdravko Zupan, Novi Sad, 1986.
- Vek stripa u Srbiji, Zdravko Zupan, Pančevo, 2007. ISBN 978-86-87103-19-1
- Veljko Kockar - strip, život, smrt, Zdravko Zupan (ed.), Pančevo, 2010. ISBN 978-86-87103-19-1
- The Comics We Loved, Selection of 20th Century Comics and Creators from the Region of Former Yugoslavia (Stripovi koje smo voleli: izbor stripova i stvaralaca sa prostora bivše Jugoslavije u XX veku), Živojin Tamburić, Zdravko Zupan y Zoran Stefanović, foreword by Paul Gravett, Belgrade, 2011. ISBN 978-86-87071-03-2
- Zigomar - maskirani pravednik by Branko Vidić, Nikola Navojev and Dragan Savić; editor y escritor of the foreword: Zdravko Zupan, Pančevo, 2011. ISBN 978-86-87103-36-8
- Uragan, de Aleksije Ranhner y Svetislav B. Lazić, editor y escritor: Zdravko Zupan, Pančevo, 2012. ISBN 978-86-87103-42-9